# کریس سنونو
کریستوفر تامس سنونو (‎/səˈnuːnuː/‎ sə-NOO-noo؛ زاده ۱۹۷۴ نوامبر ۵) سیاستمدار و مهندس آمریکایی که به عنوان ۸۲ مین فرماندار نیوهمپشر از ۲۰۱۷ مشغول به کار است. سونونو که از اعضای حزب جمهوری‌خواه است، از سال ۲۰۱۱ تا ۲۰۱۷ عضو شورای اجرایی نیوهمپشایر بود.
سنونو لیسانس مهندسی عمران و محیط زیست را از مؤسسه فناوری ماساچوست دریافت کرد. وی به عنوان مدیر اجرایی تفریگاه واترویل ولی در نیوهمپشر کار کرده‌است. سنونو پسر فرماندار سابق نیوهمپشر و رئیس سابق ستاد کارکنان کاخ سفید جان اچ سنونو و برادر کوچکتر نماینده و سناتور سابق ایالات متحده جان ای سنونو است.
سنونوی لیبرترین میانه‌رو در انتخابات نوامبر ۲۰۲۰، ۵۱۶٬۶۰۹ رأی (۶۵٫۱٪) در برابر نامزد دموکرات دان فلتس دریافت کرد، که بالاترین تعداد آرا برای یک مقام منتخب در یک انتخابات در سطح این ایالت بود، وحدود ۱۵۱٬۰۰۰ رأی بیشتری از از رئیس‌جمهور دونالد ترامپ (۳۶۵٬۶۵۴۴؛ ۴۵٬۴) از بین تقریباً ۷۹۳٬۰۰۰ کل آرای ماخوذه کسب کرد. پیشنهاد بودجه ۲۰۲۱ سونونو شامل توقف تدریجی تنها مالیات بردرآمد نیوهمپشر -بر سود سهام و بهره درآمد (که سنونو می‌گوید به‌طور ناعادلانه ای شهروندان سالمند را که به احتمال زیاد با اتکا به آن نوع از درآمد زندگی می‌کنند هدف قرار می‌دهد)؛ کمی کاهش سایر مالیات‌ها و ایجاد تخفیف هدفمند وام دانشجویی برای افرادی بود که وارد حوزه های بهداشت، بیوتکنولوژی و مددکاری اجتماعی می شوند.